# Francisco Brandán
Francisco Estéban Brandán (Buenos Aires, 8 maggio 1940) è un ex calciatore argentino, di ruolo centrocampista.